# Rio Cornet (Ezăreni)
O Rio Cornet é um rio da Romênia, afluente do Ezăreni, localizado no distrito de Iaşi.